# Кімната метеликів
«Кімната метеликів» — американсько-італійський кінофільм режисера Джонатана Дзарантонелло, що вийшов на екрани в 2012 році.

## Сюжет
Анна вирощує метеликів, і її захоплення межує з маніакальною одержимістю. Жінка спілкується з юною Джулі, яку її мати, зрештою, віддає на піклування Анни. Дівчинка відправляється оглядати житло своєї нової знайомої і потрапляє в заборонену кімнату, яку господиня завжди тримає на замку. Тут-то назовні і спливає страшний секрет.

## У ролях
| Актор                  | Роль |
| ---------------------- | ---- |
| Барбара Стіл           | -    |
| Еллері Спрейберрі      | -    |
| Джулія Путнем          | -    |
| Хезер Ленгенкемп       | -    |
| Еріка Лірсен           | -    |
| Рей Уайз               | -    |
| Меттью Глен Джонсон    | -    |
| Джозеф Х. Джонсон мол. | -    |
| Жасмин Джессіка Ентоні | -    |
| Камилль Кітон          | -    |
| Джеймс Карен           | -    |

## Знімальна група
- Режисер — Джонатан Дзарантонелло
- Сценарист — Джонатан Дзарантонелло, Паоло Гуеррьері, Луїджі Сардьелло
- Продюсер — Енцо Порчеллі, Етан Уайлі, Джованні Ді Паскуале
- Композитор — Альдо Ді Скальці, Півіо